# 36e cérémonie des Tony Awards
La 36e cérémonie des Tony Awards a eu lieu le 5 juin 1982 à l'Imperial Theatre de Broadway et fut retransmise sur CBS. La cérémonie récompensait les productions de Broadway en cours pendant la saison 1982-1983.

## Cérémonie
La cérémonie fut présentée par Tony Randall.

### Prestations
Lors de la soirée, plusieurs personnalités se sont succédé pour la présentation des prix dont ; Lucie Arnaz, Milton Berle, Victor Borge, Pam Dawber, Lillian Gish, Marvin Hamlisch, Lena Horne, Beth Howland, Robert Goulet, James Earl Jones, Swoosie Kurtz, Michele Lee, Hal Linden, Ann Miller, Robert Preston, Jason Robards, Ginger Rogers, Gary Sandy, Ben Vereen.
Plusieurs spectacles musicaux présentèrent quelques numéros en live :
- Dreamgirls ("It's All Over/And I Am Telling You I'm Not Going" - Jennifer Holliday et la troupe);
- Joseph and the Amazing Technicolor Dreamcoat ("Any Dream Will Do" - Bill Hutton et la troupe);
- Nine ("Be Italian" - Kathi Moss et la troupe);
- Pump Boys and Dinettes (Medley - La troupe).

Un hommage fut donné aux théâtres de Broadway à la suite de la démolition de plusieurs d'entre eux (Morosco Theatre, Helen Hayes Theatre et Bijou Theatre) à travers un medley de chansons. Parmi les chansons interprétées ; Rose Marie; Oh, Kay!; Jubilee; Leave It to Me; On Your Toes; Between the Devil; Annie Get Your Gun ; Miss Liberty; Call Me Madam; The Most Happy Fella; Fiddler on the Roof; The New Moon; Silk Stockings; Wish You Were Here; The Laugh Parade; Carnival; They're Playing Our Song; Oliver!; et Pippin.

## Palmarès
| Meilleure pièce | Meilleure comédie musicale |
| --- | --- |
| - The Life and Adventures of Nicholas Nickleby – David Edgar - Crimes of the Heart – Beth Henley - The Dresser – Ronald Harwood - "Master Harold"...and the Boys – Athol Fugard | - Nine - Dreamgirls - Joseph and the Amazing Technicolor Dreamcoat - Pump Boys and Dinettes |
| Meilleure reprise | Meilleur livret |
| - Othello - A Taste of Honey - Medea - My Fair Lady | - Tom Eyen – Dreamgirls - Tim Rice – Joseph and the Amazing Technicolor Dreamcoat - Arthur Kopit – Nine - Joel Siegel et Martin Charnin – The First |
| Meilleur acteur dans une pièce | Meilleure actrice dans une pièce |
| - Roger Rees – The Life and Adventures of Nicholas Nickleby dans le rôle de Nicholas Nickleby - Tom Courtenay – The Dresser dans le rôle de Norman - Milo O'Shea – Mass Appeal dans le rôle de Père Tim Farley - Christopher Plummer – Othello dans le rôle de Iago                                                  | - Zoe Caldwell – Medea dans le rôle de Médée - Katharine Hepburn – The West Side Waltz dans le rôle de Margaret Mary Elderdice - Geraldine Page – Agnes of God dans le rôle de Mère Miriam Ruth - Amanda Plummer – A Taste of Honey dans le rôle de Josephine    |
| Meilleur acteur dans une comédie musicale | Meilleure actrice dans une comédie musicale |
| - Ben Harney – Dreamgirls dans le rôle de Curtis Taylor Jr. - Herschel Bernardi – Fiddler on the Roof dans le rôle de Tevye - Victor Garber – Little Me dans le rôle de plusieurs personnages - Raúl Juliá – Nine dans le rôle de Guido Contini                                                                      | - Jennifer Holliday – Dreamgirls dans le rôle d'Effie White - Lisa Mordente – Marlowe dans le rôle d'Emelia Bossano - Mary Gordon Murray – Little Me dans le rôle de Belle Poitrine - Sheryl Lee Ralph – Dreamgirls dans le rôle de Deena Jones                  |
| Meilleur acteur de second rôle dans une pièce | Meilleure actrice de second rôle dans une pièce |
| - Zakes Mokae – "Master Harold"...and the Boys dans le rôle de Sam - Richard Kavanaugh – The Hothouse dans le rôle de Gibbs - Edward Petherbridge – The Life and Adventures of Nicholas Nickleby dans le rôle de Newman Noggs - David Threlfall – The Life and Adventures of Nicholas Nickleby dans le rôle de Smike | - Amanda Plummer – Agnes of God dans le rôle d'Agnes - Judith Anderson – Medea dans le rôle de la nourrice - Mia Dillon – Crimes of the Heart dans le rôle de Babe Botrelle - Mary Beth Hurt – Crimes of the Heart dans le rôle de Meg MaGrath                   |
| Meilleur acteur de second rôle dans une comédie musicale | Meilleure actrice de second rôle dans une comédie musicale |
| - Cleavant Derricks – Dreamgirls dans le rôle de James "Thunder" Early - Obba Babatundé – Dreamgirls dans le rôle de C.C. White - David Alan Grier – The First dans le rôle de Jackie Robinson - Bill Hutton – Joseph and the Amazing Technicolor Dreamcoat dans le rôle de Joseph                                   | - Liliane Montevecchi – Nine dans le rôle de Liliane La Fleur - Karen Akers – Nine dans le rôle de Luisa Contini - Laurie Beechman – Joseph and the Amazing Technicolor Dreamcoat dans le rôle du narrateur - Anita Morris – Nine dans le rôle de Carla Albanese |
| Meilleure partition originale | Meilleure chorégraphie |
| - Nine – Maury Yeston (musique et paroles) - Dreamgirls – Henry Krieger (musique) et Tom Eyen (paroles) - Joseph and the Amazing Technicolor Dreamcoat – Andrew Lloyd Webber (musique) et Tim Rice (paroles) - Merrily We Roll Along – Stephen Sondheim (musique et paroles)                                         | - Michael Bennett et Michael Peters – Dreamgirls - Peter Gennaro – Little Me - Tony Tanner – Joseph and the Amazing Technicolor Dreamcoat - Tommy Tune – Nine |
| Meilleure mise en scène pour une pièce | Meilleure mise en scène pour une comédie musicale |
| - Trevor Nunn et John Caird – The Life and Adventures of Nicholas Nickleby - Melvin Bernhardt – Crimes of the Heart - Geraldine Fitzgerald – Mass Appeal - Athol Fugard – "Master Harold"...and the Boys | - Tommy Tune – Nine - Michael Bennett – Dreamgirls - Martin Charnin – The First - Tony Tanner – Joseph and the Amazing Technicolor Dreamcoat |
| Meilleurs décors | Meilleurs costumes |
| - John Napier et Dermot Hayes – The Life and Adventures of Nicholas Nickleby - Ben Edwards – Medea - Lawrence Miller – Nine - Robin Wagner – Dreamgirls | - William Ivey Long – Nine - Theoni V. Aldredge – Dreamgirls - Jane Greenwood – Medea - John Napier – The Life and Adventures of Nicholas Nickleby |
| Meilleures lumières | |
| - Tharon Musser – Dreamgirls - Martin Aronstein – Medea - David Hersey – The Life and Adventures of Nicholas Nickleby - Marcia Madeira – Nine | |

## Autres récompenses
Le Regional Theatre Tony Award a été décerné à The Guthrie Theatre, Minneapolis, Minnesota. Des récompenses spéciales furent remisent à The Actors' Fund of America, Warner Communications et au Radio City Music Hall.